# Kanton Descartes
Kanton Descartes (francouzsky Canton de Descartes) je francouzský kanton v departementu Indre-et-Loire v regionu Centre-Val de Loire. Tvoří ho devět obcí.

## Obce kantonu
- Abilly
- La Celle-Saint-Avant
- Civray-sur-Esves
- Cussay
- Descartes
- Draché
- Marcé-sur-Esves
- Neuilly-le-Brignon
- Sepmes